# Păuleni, Cetatea Albă
Păuleni (în ucraineană Петропавлівка, transliterat: Petropavlivka)  este localitatea de reședință a comunei Păuleni din raionul Cetatea Albă, regiunea Odesa, Ucraina. Are 1.120 locuitori, preponderent ruși.
Satul este situat la o altitudine de 35 m, în partea nord-vestică a raionului Sărata, la mică distanță de frontiera dintre Ucraina și Republica Moldova. Teritoriul localității este străbătut de râul Sărata. El se află la o distanță de 42 km nord de centrul raional și stația de cale ferată Sărata (pe linia Odesa - Ismail).

## Istoric
Prin Tratatul de pace de la București, semnat pe 16/28 mai 1812, între Imperiul Rus și Imperiul Otoman, la încheierea războiului ruso-turc din 1806 – 1812, Rusia a ocupat teritoriul de est al Moldovei dintre Prut și Nistru, pe care l-a alăturat Ținutului Hotin și Basarabiei/Bugeacului luate de la turci, denumind ansamblul Basarabia (în 1813) și transformându-l într-o gubernie împărțită în zece ținuturi (Hotin, Soroca, Bălți, Orhei, Lăpușna, Tighina, Cahul, Bolgrad, Chilia și Cetatea Albă, capitala guberniei fiind stabilită la Chișinău).
Satul Păuleni a fost înființat în anul 1822 de către țărani iobagi ruși fugiți de pe moșiile din provinciile Herson și Poltava.
După Unirea Basarabiei cu România la 27 martie 1918, satul Păuleni a făcut parte din componența României, în Plasa Volintiri a județului Cetatea Albă. Pe atunci, majoritatea populației era formată din ruși, existând și o comunitate mare de români. La recensământul din 1930, s-a constatat că din cei 2.697 locuitori din sat, 2.455 erau ruși (91.03%), 210 români (7.79%), 14 germani (0.52%), 8 evrei, 4 bulgari și 1 polonez. În 1925, au avut loc tulburări în sat cauzate de faptul că localnicii au fost amendați ca urmare a refuzului de a-și trimite copiii la școala cu predarea în limba română .
Ca urmare a Pactului Ribbentrop-Molotov (1939), Basarabia, Bucovina de Nord și Ținutul Herța au fost anexate de către URSS la 28 iunie 1940. După ce Basarabia a fost ocupată de sovietici, Stalin a dezmembrat-o în trei părți. Astfel, la 2 august 1940, a fost înființată RSS Moldovenească, iar părțile de sud (județele românești Cetatea Albă și Ismail) și de nord (județul Hotin) ale Basarabiei, precum și nordul Bucovinei și Ținutul Herța au fost alipite RSS Ucrainene. La 7 august 1940, a fost creată regiunea Ismail, formată din teritoriile aflate în sudul Basarabiei și care au fost alipite RSS Ucrainene .
În perioada 1941-1944, toate teritoriile anexate anterior de URSS au reintrat în componența României. Apoi, cele trei teritorii au fost reocupate de către URSS în anul 1944 și integrate în componența RSS Ucrainene, conform organizării teritoriale făcute de Stalin după anexarea din 1940, când Basarabia a fost ruptă în trei părți. Un număr de 412 localnici au luptat în cel de-al doilea război mondial, 172 dintre ei murind pe front. În anul 1954, Regiunea Ismail a fost desființată, iar localitățile componente au fost incluse în Regiunea Odesa.
Începând din anul 1991, satul Păuleni face parte din raionul Sărata al regiunii Odesa din cadrul Ucrainei independente. În prezent, satul are 1.120 locuitori, preponderent ruși.

## Demografie
Componența lingvistică a comunei Păuleni
     Rusă (88,57%)
     Română (7,77%)
     Ucraineană (3,04%)
     Alte limbi (0,09%)
Conform recensământului din 2001, majoritatea populației comunei Păuleni era vorbitoare de rusă (88,57%), existând în minoritate și vorbitori de română (7,77%) și ucraineană (3,04%).
1930: 2.697 (recensământ) 
2001: 1.120 (recensământ)

## Economie
Locuitorii satului Păuleni se ocupă în principal cu agricultura. Se cultivă cereale și se cresc animale. În localitate funcționează o fermă de colectare a laptelui, o carieră de piatră, o fabrică de cherestea și combinat vinicol.

## Obiective turistice
- Monumentul lui V.I. Lenin
- Monumentul eroilor sovietici din Marele Război pentru Apărarea Patriei